# Niels la Cour (officer)
 Der er flere personer med dette navn, se Niels la Cour.
Niels Georg la Cour (11. december 1797 i Viborg – 21. december 1876 i København) var en dansk officer, bror til Otto la Cour.
Han var en søn af Niels la Cour, kaptajn, senere postmester i Randers og kancelliråd (1754-1827), og Georgia Nicoline f. Mørch, datter af provst O.H. Mørch. Allerede i 1809 som 11 års dreng fulgte han sin fader i kamp mod en engelsk barkasse ved Ebeltoft; han blev kadet 1810, sekondløjtnant ved Slesvigske Infanteriregiment 1813. Fra 1816-18 gjorde han tjeneste ved det danske kontingent i Frankrig, blev premierløjtnant 1824 og ansattes i 1829 som inspektionsofficer og lærer ved Det kgl. militære gymnastiske Institut samt fra 1833 tillige som lærer ved Landkadetkorpset. I 1834 fik han tjenestealder som kaptajn og blev Ridder af Dannebrog, hvornæst han med kgl. understøttelse foretog en rejse i Tyskland og Frankrig, nærmest for at gøre sig bekendt med gymnastikundervisningen dersteds, hvorefter han i 1842 blev forstander for Det kgl. militære gymnastiske Institut samt i 1847 direktør for gymnastikken i Danmark, i hvilken stilling han vandt stor fortjeneste af gymnastikkens udvikling.
I 1848 blev han chef for central- og kommandoskolerne i København, major og Dannebrogsmand, i 1849 kommandør for 6. reservebataljon, hvormed han med stor hæder deltog i kampene ved Kolding og Gudsø. Året efter udnævntes han til oberstløjtnant med aldersorden fra 1849 og kæmpede ved Helligbæk og ved Isted samt deltog i rekognosceringerne mod Stenten Mølle og mod Stapelholm. Efter krigen blev han kommandør for 4. infanteribataljon og udnævntes i 1855 til oberst, men måtte på grund af øjensvaghed i 1858 tage sin afsked fra krigstjenesten, hvilken han erholdt med generalmajors karakter. Han bibeholdt dog sin post som direktør for gymnastikken og benådedes i 1859 med Kommandørkorset af Dannebrog. Da den 2. Slesvigske Krig brød ud i 1864 tilbød han sin tjeneste, men han blev ikke benyttet, da han i en indsendt afhandling havde kritiseret måden, hvorpå krigen blev ført. Efter gennemførelsen af Hærloven af 1867 trådte han tilbage som direktør for Hærens Gymnastikvæsen, hvorimod han for de civile skolers vedkommende først i 1870 opgav sin direktørpost.
La Cour, som i 1835 ægtede Emilie Antoinette Bruun (1812-1872), datter af kommandør Eusebius Bruun, var en kraftig personlighed af den gamle skole, anset og afholdt af alle de mange, hvormed han kom i berøring. Han døde 21. december 1876. Han var far til officererne Charles, Eugen og Victor la Cour.
Der findes et litografi fra 1853 efter tegning af L.A. Smith. Afbildet på Niels Simonsens maleri 1860 af en revy ca. 1830 (Adolphseck ved Fulda). Xylografi 1876 efter fotografi, efter dette xylografi 1877. Fotografier af bl.a. Christian Neuhaus.
Han er begravet på Garnisons Kirkegård.